# Mythologie mongole
La mythologie mongole est l'ensemble des mythes de Mongolie.

## Introduction
Dans des temps anciens, l'art chamanique fut introduit en Mongolie. Il consiste à entrer en transe afin de se rendre dans des mondes invisibles pour résoudre les dilemmes de la vie.
On raconte que cet "art" aurait été introduit par un adolescent nommé Tarvaa. Voici son histoire : 
Tarvaa tomba un jour malade et perdit connaissance. Ses parents, convaincus de son décès, se hâtèrent de sortir son corps de la maison. En voyant cela, l'âme de Tarvaa s'envola vers le royaume des esprits où le juge des morts lui demanda pourquoi il était venu si rapidement. Trouvant le garçon très courageux il lui demanda quel cadeau il voulait remporter avec lui dans le royaume des vivants. Tarvaa ne voulait ni richesse, ni célébrité. Il voulait obtenir les connaissances de ce royaume des morts. Lorsque son âme rejoignit son corps, les corbeaux lui avaient déjà mangé les yeux. Mais même aveugle, Tarvaa pouvait voir l'avenir. Il vécut bien et longtemps, contant les récits de magie et de sagesse, rapportés des lointains rivages de l'au-delà.

## Origine
Le cosmos du chaman mongol est constitué d'un ciel éternel bleu (tengri, également considéré comme Ciel-Père, principale divinité du tengrisme) au-dessus de la Terre-Mère, en une structure verticale. Le Père des cieux domine 99 royaumes dont 55 à l'ouest et 44 à l'est. La Terre-Mère, elle, en possède 77. La totalité forme un arbre cosmique dont les branches s'étendent à tous les niveaux. Il y a des trous entre chaque niveau, qui permettent au chaman de passer d'un niveau à l'autre. Celui-ci connaît les esprits de la chasse et le dieu des héros ainsi que les protecteurs des chevaux et des vaches.
Le chaman met toutes ses connaissances au service de l'homme au prix d'une transe intense.

## Les fondements
Begtse, farouche protecteur de la Mongolie, est décrit comme un guerrier féroce revêtu de l'armure et du masque doré des chefs militaires. Il porte un arc, des flèches et brandit une épée de cuivre flamboyante au-dessus de sa tête. Cette épée était particulière car elle avait la poignée en forme de scorpions. Accompagné de sa sœur "l'esprit de la vue intérieure" il piétine, en son palais construit au sommet d'une montagne, les cadavres des hommes et des chevaux. Le général Begtse est le Maitre de la Vie Rouge qui part au combat en chevauchant un loup cruel, accompagné des 8 bouchers avec leurs épées, qui dévorent la chair, le sang et le souffle vital de leurs ennemis, bondissent autour d'eux dans une ronde guerrière.
On dit que Begtse et ses compagnons tentèrent d'empêcher la diffusion du bouddhisme en barrant le chemin du 3e Dalaï-lama en 1577. Mais celui-ci prit la forme d'Avalokiteśvara et les sabots de son cheval imprimèrent Om mani padme hum (" Ô le joyau dans le lotus"). Vaincu, Begtse devint alors un protecteur du bouddhisme.

## Lechamanisme
Les chamans ayant suivi la voie de Taarva, racontaient qu'ils étaient convoqués par les esprits de leurs ancêtres, qui traversaient les adolescents, causant une désagrégation de leur personnalité. Tandis que le chaman néophyte voyait son corps physique pulvérisé dans ce monde, son esprit allait se réfugier sur une des branches de l'arbre cosmique. Il y restait jusqu'à ce qu'il ait recouvré la santé, grâce aux esprits qui lui enseignaient à voir le monde depuis la cime de l'arbre.
Lorsqu'ils reposaient dans leurs nids sur les branches de l'arbre cosmique, les chamans apprenaient les sacrifices qui assuraient l'harmonie et l'ordre dans le réseau de la vie. Ils revenaient vers les hommes avec une connaissance des dieux du vent et des éclairs, des dieux des coins et de l'horizon, de l'entrée et des frontières, des rivières et du tonnerre et de nombreux autres dieux, cette connaissance leur conférant d'immenses pouvoirs.
Comme ils pouvaient invoquer qui ils voulaient avec leur tambour, on disait que le dieu de la mort lui-même, dans une crise de rage, modifia le tambour à deux têtes. Il n'en laissa qu'une, comme on le voit aujourd'hui, afin de protéger sa souveraineté et d'empêcher les chamans de rappeler les âmes des défunts morts depuis longtemps comme le faisaient les premiers chamans.

## Symbolisation

### Lavache sacrée
Les tribus Khalkha de la Mongolie extérieure attribuaient leurs origines à l'amour d'un esprit chamanique de la nature et d'une vache. Le premier Khalkha étant né d'une vache et élevé avec son lait crémeux, la tribu en hérita le désir d'élever du bétail et de vivre en nomade. Afin que leur entrée dans l'existence ne soit pas oubliée, les femmes de la tribu portaient les cheveux partagés en deux dans le milieu et sculptés à l'aide de graisse de mouton afin de former une longue paire de cornes. Leurs robes se caractérisaient par la ligne des épaules se projetant vers le haut afin d'évoquer les omoplates saillantes des animaux.

### Laguêpe
Alors que le monde était encore jeune, le roi de toutes les créatures vivantes demanda, à une hirondelle et à une guêpe d'aller goûter la chair de toutes les créatures vivantes. Elles devaient revenir le soir même et dire quelle viande était la plus savoureuse. L'hirondelle se perdit dans des transports de joies ne goûtant aucune viande, par contre la guêpe fit ce qu'on lui avait demandé et trouva que la viande la plus savoureuse était la chair humaine. Au moment de se retrouver avec l'hirondelle, la guêpe lui donna son verdict. Craignant que cela ne provoque de grave trouble l'hirondelle lui arracha la langue avec son bec de sorte qu'en se trouvant devant le roi celle-ci ne put que bourdonner de façon incohérente. Alors l'hirondelle dit au roi que la viande la plus savoureuse était celle de serpent. Depuis ce jour, l'aigle et le faucon, qui sont des descendants de cette lignée royale, se régalent de serpents.

### Letigre
La plupart des danses sacrées exécutées dans les temples bouddhiques mongols mettaient en scène le "vieil homme", bouffon et symbole de renouveau lors du Nouvel An. Perclus par les années, son bâton magique à tête de cheval lui servant de canne, le vieillard pénétrait en titubant sur la scène et frappait une peau de tigre jusqu'à ce que le tigre "meure". le vieillard absorbait la vitalité de tigre, dansait avec la vigueur de la jeunesse et s'amusait. Il s'échangeait des cadeaux et plaisantait tout en buvant de prodigieuses quantités d'alcool. Quand, ivre, il tombait, les danseurs, squelettes des tombeaux, le recouvraient d'une couverture.

## L'épopée deGesar khan

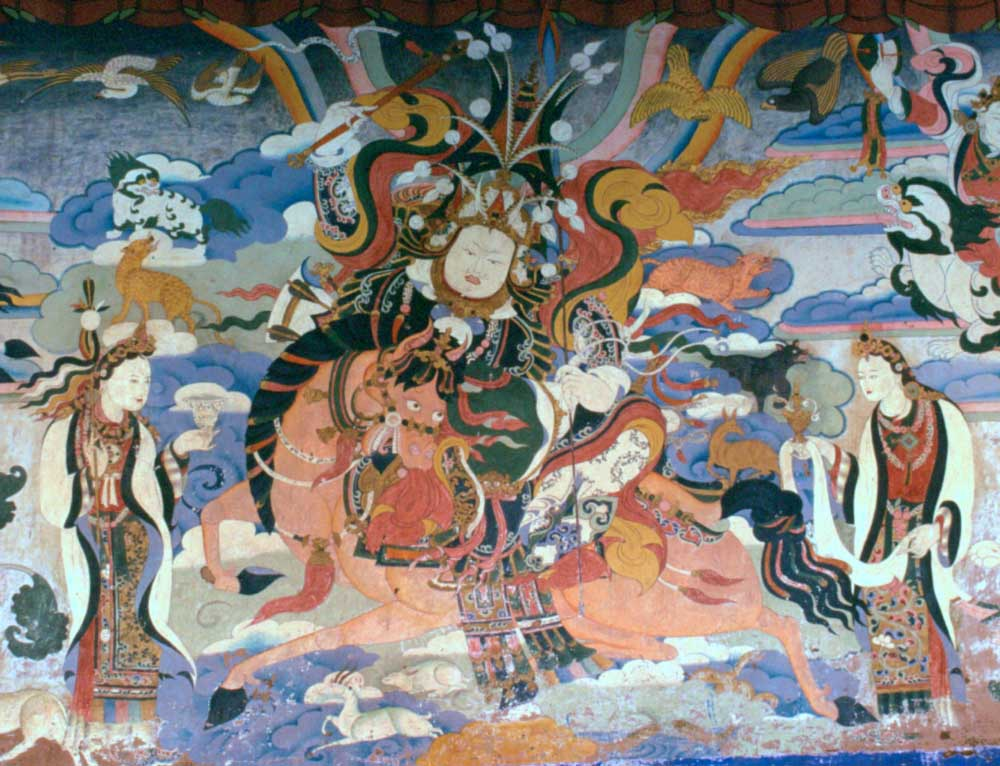
Fresque représentant Gesar

Il y a fort longtemps, sous forme humaine, la marmotte aurait tué six des sept soleils qui desséchaient et brulaient la terre, provoquant la famine et amenant la misère à tous les êtres.
Afin d'échapper à une flèche, le septième soleil se mit à tourner autour de la terre, ce qui expliquait qu'il se couche et qu'il se lève et qu'obscurité et lumière alternent.
Tous les Mongols savaient que le corps de la marmotte comportait de la chair humaine, un mets dont la consommation était taboue.
En 1577, Altan Khan promulgua le premier édit contre les pratiques chamaniques. L'épopée de Gesar Khan conserva la mémoire de nombreuses divinités chamaniques antérieures. On disait que Gesar Khan était né d'un œuf blanc marqué de trois taches en forme d'yeux qui sortirent de la couronne de la tête de sa mère. Sa naissance rappelle les mythes chamaniques des origines. Il arriva sur terre entouré d'excellents présages, avec trois yeux, mais sa mère terrifiée lui en arracha un en le mettant au monde.
Il serait une incarnation de Begtse.

## Gengis Khan
Après avoir soumis toutes les tribus de Mongolie, le général Temüjin fut proclamé Gengis Khan autrement dit chef suprême. Unissant toutes les chefferies vaincues sous son commandement, Gengis inspira à ses troupes une loyauté telle qu'il parvint à les conduire à la victoire. 
Bien qu'il n'ait jamais su écrire, Gengis Khan est associé au Yassa ou écrits de la loi. Ce document contient des préceptes moraux et le code d'honneur de ses troupes et il est considéré comme un talisman magique vénéré dans le cadre du culte des ancêtres puisque Gengis Khan est véritablement le grand-père de la nation.

## Mythes les plus connus

### Lechatet ledémon
Dans une époque éloignée où les mers n'étaient que boues et les montagnes des collines, Dieu modela le premier homme et la première femme dans l'argile et laissa un chat et un chien pour veiller sur eux alors qu'il partait chercher les eaux de la vie éternelle aux sources de l'immortalité. En son absence, un démon endormit leur vigilance en leur offrant du lait et de la viande et, alors qu'ils étaient distraits, il urina sur la nouvelle création de Dieu. Celui-ci, furieux de voir la fourrure de son œuvre ainsi souillée, ordonna  au chat de la nettoyer avec sa langue, sauf la chevelure qui était intacte. La langue râpeuse du chat enleva tous les poils sales qu'elle put atteindre, n'en laissant que quelques-uns sous les bras et sur l'aine. Dieu mit tout ce que le chat avait enlevé sur le chien. Puis il aspergea ses créatures d'argile avec les eaux sacrées de la fontaine éternelle mais ne put leur donner l'immortalité à cause de la profanation du démon.

### Lecygne
Sur la petite île de Olkhon sur le lac Baïkal, nourri par la rivière Khudar bordé de bosquets de bouleaux, Khori Tumed voit neuf cygnes arriver du nord-est. Ils enlèvent leur robe de plumes et se muent en neuf belles jeunes filles qui se baignent nues dans le lac. Khori Tumed dérobe en silence l'une des robes, de sorte que huit cygnes seulement reprennent les airs, et il épouse la jeune fille qui reste. Elle lui donne onze fils. Ils sont très heureux ensemble mais Khori Tumed ne veut pas montrer à sa femme où il a dissimulé sa parure de cygne. Un jour, elle insiste une fois de plus : « S'il te plait, laisse-moi passer mon ancienne robe. Si j'essaye de franchir la porte avec, tu n'auras aucun mal à m'attraper, je ne risque pas de m'échapper. » Il se laisse convaincre. Elle l'enfile et s'envole soudain par l'ouverture centrale de leur yourte. Khori Tumed a juste le temps de lui saisir les chevilles et la convainc de rester au moins assez longtemps pour donner un nom à leurs fils avant de partir. Alors les onze enfants deviennent des hommes. Khori Tumed laisse sa femme-cygne repartir, elle volette autour de la yourte en bénissant leur clan avant de disparaitre au nord-est.

### Sources
(mars 2008).
- Encyclopédie de la mythologie, COTTERELL, Paragon, Royaume-Uni, 1999
- R. Willis, Mythologie du monde entier, France loisirs, Paris, 1995, p. 106
- Patrick Fischmann et G.Mend-Ooyo, Contes des sages de Mongolie Éditions du Seuil, Paris 2012
- Deniz Karakurt, "Dictionnaire de la mythologie turque"  (Türk Söylence Sözlüğü), Turquie, 2011 (OTRS: CC BY-SA 3.0)